# The Brain of Morbius
A The Brain of Morbius a Doctor Who sorozat nyolcvannegyedik része, amit 1976. november 22.-e és december 13.-a között vettettek négy epizódban.

## Történet
A TARDIS a Karn bolygóra, egy űrhajótemető közelébe érkezik. A zuhogó eső elől egy közeli épületben keresnek menedéket. Itt lakik Dr. Solon, aki egy már régen kivégzett Idő Lord agyát rejtegeti, s új fejet szeretne találni neki. Ugyancsak itt élnek a Karni Nővérek - egy titokzatos női rend, a Szent Láng és az Élet Elixír őrzői. Szellemi erejük egyenrangú az Idő Lordokéval, sőt volt is köztük valamiféle kapcsolat a homályos múltban. Most azonban úgy vélik, hogy az Idő Lordok a Doktort ellenséges szándékkal küldték Karnra...

## Epizódok listája
| Epizód sorszáma | Bemutató napja   | Hossza | Nézők száma (millió) |
| --------------- | ---------------- | ------ | -------------------- |
| 1               | 1976. január 3.  | 25:25  | 9,5                  |
| 2               | 1976. január 10. | 24:46  | 9,3                  |
| 3               | 1976. január 17. | 25:07  | 10,1                 |
| 4               | 1976. január 24. | 24:18  | 10,2                 |

## Könyvkiadás
A könyvváltozatát 1977. június 23.-n adta ki a Target könyvkiadó.

## Otthoni kiadás
- VHS-n 1984 júliusában adták ki.
- DVD-n 2008. július 21.-n adták ki.

### Fordítás
- Ez a szócikk részben vagy egészben  a   The_Brain_of_Morbius című angol Wikipédia-szócikk fordításán alapul.  Az eredeti cikk szerkesztőit annak laptörténete sorolja fel. Ez a jelzés csupán a megfogalmazás eredetét és a szerzői jogokat jelzi, nem szolgál a cikkben szereplő információk forrásmegjelöléseként.